# Brillanz (Strahlung)
Die Brillanz beschreibt in der Optik und Lasertechnik die Bündelung eines Strahls von elektromagnetischer Strahlung.

## Definition
Die Brillanz {\displaystyle B} ist definiert als der Photonenfluss, also die Anzahl {\displaystyle \Delta N} der Photonen pro Zeit {\displaystyle t} und Fläche {\displaystyle A}, geteilt durch den Raumwinkel {\displaystyle \Delta \Omega }, in den hinein die Photonen abgestrahlt werden, sowie durch eine schmale spektrale Bandbreite {\displaystyle {\frac {\Delta \lambda }{\lambda }}}:
{\displaystyle B={\frac {\Delta N}{t\cdot A\cdot \Delta \Omega \cdot {\frac {\Delta \lambda }{\lambda }}}}}
Angegeben wird die spektrale Brillanz beispielsweise in der Einheit Schwinger (Sch; nach Julian Seymour Schwinger):
{\displaystyle 1\;{\text{Sch}}={\frac {1{\rm {Photon}}}{\rm {s\cdot (mm)^{2}\cdot (mrad)^{2}\cdot 0{,}1\,\%\,{\text{Bandbreite}}}}}.}
Die Bandbreite von 0,1 % kann dabei durch Spektralfilter gewährleistet werden. Da in den meisten Aufbauten das Produkt aus Fläche und Raumwinkel zeitlich konstant bleibt, lässt sich anhand der spektralen Brillanz auch eine Aussage über die Fokussierbarkeit des Lichts treffen (vgl. Strahlparameterprodukt).
Die Brillanz ist zudem gleich der spektralen Strahldichte {\displaystyle L_{\Omega \lambda }} geteilt durch die Energie pro Photon ({\displaystyle {\tfrac {E}{\Delta N}}}):
{\displaystyle B={\frac {L_{\Omega \lambda }}{E/\Delta N}}={\frac {E}{t\cdot A\cdot \Delta \Omega \cdot {\frac {\Delta \lambda }{\lambda }}}}\cdot {\frac {\Delta N}{E}}}
Wie die Strahldichte ist die Brillanz bezogen auf ein Einheits-Wellenlängenintervall (oder ein Einheits-Frequenzintervall) als Maß für die spektrale Bandbreite. Dieser Bezug ist notwendig, weil die spektrale Brillanz wie folgt mit der Dispersion (der wellenlängen- und frequenzabhängigen Brechung) zusammenhängt:
{\displaystyle B={\frac {\frac {\Delta N}{t}}{\Delta \Omega \cdot {\frac {\Delta W}{W}}}}}
Hierbei ist {\displaystyle {\tfrac {\Delta W}{W}}} die relative spektrale Bandbreite der Strahlung.

## Bedeutung
Als Maß für die Qualität einer Strahlung ist die Brillanz besonders bei neuartigen Geräten zur Erzeugung von Synchrotronstrahlung relevant, z. B. beim Freie-Elektronen-Laser. Während bei Synchrotronstrahlung Brillanzwerte von etwa 1024 erreicht werden können, ermöglichen plasmabasierte Röntgenlaser in der Spitze Werte im Bereich von 1030. Bei Freie-Elektronen-Lasern können sogar kurzzeitig Werte bis zu 1033 erreicht werden. Die Sonnenstrahlung erreicht dagegen maximal Werte von 1011, herkömmliche Röntgenröhren liegen knapp darunter.
Gemäß dem Satz von Liouville lässt sich die Brillanz einer Quelle – anders als Intensität und Divergenz – nicht durch Optik verändern. Die Brillanz beschreibt weiterhin die Auswirkungen der räumlichen  Kohärenz (über den Strahlungsquerschnitt bzw. den Raumwinkel) und der zeitlichen Kohärenz (über das Zeit- und Bandbreitenintervall) einer Strahlquelle. 